# Medio alternativo de información

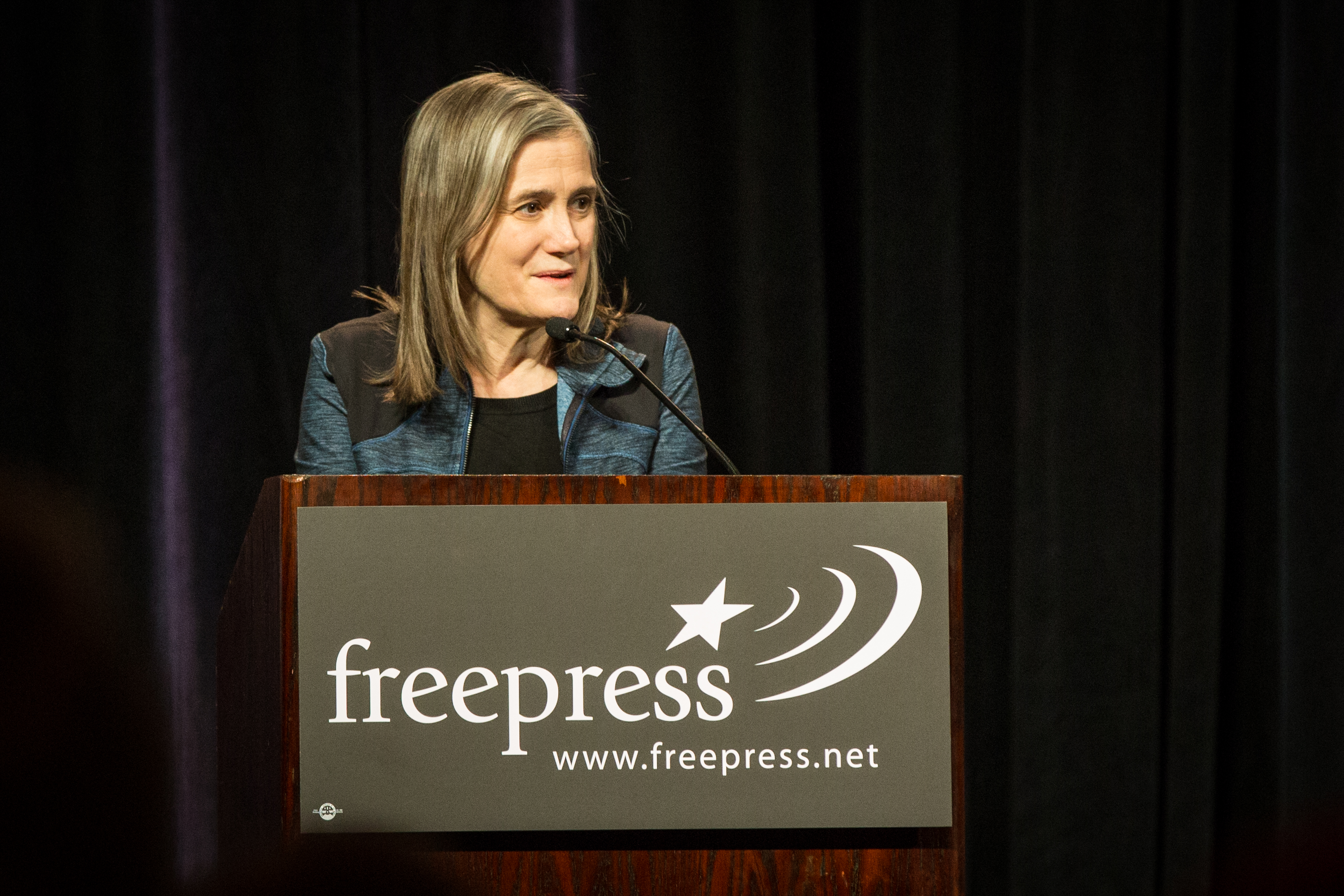
Amy Goodman de Democracy Now pronuncia un discurso de apertura en la Conferencia Nacional para la Reforma de los Medios de 2013 en Denver. #NCMR13

Un medio alternativo de información, medio de comunicación alternativo, medio alternativo, medio de contrainformación o medio partidario es un emisor de información independiente que no constituye una agencia de información ni de los medios masivos de comunicación organizados como empresas. Está compuesto por periodistas que trabajan de forma independiente,  individuales o de organizaciones sociales, ecologistas, culturales y/o políticas. A menudo, estos medios son financiados a través de un sistema de colectas o suscripciones, dejando de lado la base de la publicidad. 
Puede (en ocasiones) contener información anónima o no verificable, ni legalmente autorizada o responsable, lo cual es identificado como una posible debilidad en su credibilidad.

## Origen
La denominación de medio alternativo de información empezó a usarse a finales del siglo XX y principios del siglo XXI, para referirse a las webs informativas de periodistas independientes que comunicaban de una forma distinta las noticias que se publicaban en los grandes medios masivos de información. El origen de los medios alternativos está íntimamente vinculado al desarrollo de Internet.

## Masificación
Inicialmente los medios alternativos no eran accesibles a la mayoría del público, pero a medida que se fueron desarrollando las tecnologías electrónicas de captación, almacenaje y transmisión de datos, los medios alternativos empezaron a contar con un creciente número de seguidores, lo que ha hecho que estos medios de comunicación puedan darle la oportunidad a pequeñas comunidades de exponer sus problemas y hacerse conocer más allá de sus límites geográficos.
Actualmente, un gran número de personas se ha inclinado por informarse a través de medios alternativos. Esta situación radica en la poca confiabilidad en los medios tradicionales, lo que ha hecho que diversas organizaciones inicien sus propios medios de comunicación